# Kaldjir
Le Kaldjir (en russe : Кальджир ; en kazakh : Кальжир) est une rivière du Kazakhstan, qui coule dans les montagnes de l'Altaï sur le territoire de l'oblys du Kazakhstan-Oriental. Il est l'émissaire du lac Markakol. C'est aussi un affluent de l'Irtych (Irtych noir) dans lequel il se jette en rive droite, donc un sous-affluent de l'Ob.

## Géographie
Sa longueur est de plus ou moins 120 kilomètres.
Son bassin versant couvre 3 090 km2.
La rivière naît en tant qu'émissaire du lac Markakol, vaste étendue d'eau douce située dans une dépression au sein de la partie méridionale des hautes montagnes de l'Altaï. Le Kaldjir coule grosso modo du nord-est vers le sud-ouest. Il se jette en rive droite dans l'Irtych, au niveau de la localité de Buran, quelques kilomètres en amont du lac Zaysan.

## Hydrométrie - Les débits mensuels à Tchernyaevka
Le débit du Kaldjir a été observé sur une période de 51 ans (durant les années 1937-1987), à Tchernyaevka, localité située à 29 kilomètres en amont de sa confluence avec l'Irtych. 
Le Kaldjir est une rivière moyennement abondante. Le débit moyen inter annuel ou module de la rivière à Tchernyaevka est de 20,1 m3/s pour une surface prise en compte de 3 090 km2, ce qui correspond à la quasi-totalité du bassin versant de la rivière. La lame d'eau écoulée dans son bassin versant se monte de ce fait à 205 millimètres annuellement. 
Le Kaldjir présente des fluctuations saisonnières de débit assez modérées pour la région, le grand lac Markakol exerçant un rôle de tampon appréciable et contribuant à étaler la grande crue du dégel. Les hautes eaux se déroulent au printemps et au début de l'été, et se caractérisent par des débits mensuels moyens allant de 27,3 à 62,7 m3/s, d'avril à juillet inclus (avec un sommet en mai). Dès le mois de juillet, le débit diminue progressivement tout au long de l'été et de l'automne, ce qui mène aux basses eaux d'hiver qui ont lieu de novembre à mars, avec une baisse du débit mensuel moyen jusqu'au niveau de 6,37 m3/s au mois de février. 
Mais les fluctuations de débit sont plus importantes selon les années, ou calculées sur de courtes périodes.  
Le débit moyen mensuel observé en février (minimum d'étiage) atteint 6,37 m3/s, soit plus ou moins 10 % du débit moyen du mois de mai (maximum de l'année), ce qui souligne l'amplitude peu élevée des variations saisonnières.
Sur la période d'observation de 51 ans, le débit mensuel minimal a été de 1,60 m3/s en janvier 1979, tandis que le débit mensuel maximal s'est élevé à 136 m3/s en mai 1966.
En considérant la seule période libre de glaces (de mai à octobre inclus), le débit mensuel minimal observé a été de 2,31 m3/s en septembre 1974 et 2,28 m3/s en octobre de la même année. Des débits mensuels estivaux (juin-septembre) inférieurs à 3,0 m3/s sont rarissimes. 